# ابیای آمامی
ابیای آمامی (نام علمی: Scolopax mira) نام یک گونه از سرده ابیا است.